# Saïmiri commun
Saimiri sciureus · Singe-écureuil commun, Sapajou jaune
 (décembre 2016).
Améliorez-le ou discutez des points à vérifier. 
 (novembre 2011).
Si vous disposez d'ouvrages ou d'articles de référence ou si vous connaissez des sites web de qualité traitant du thème abordé ici, merci de compléter l'article en donnant les références utiles à sa vérifiabilité et en les liant à la section « Notes et références ».
Espèce
Statut de conservation UICN

 LC  : Préoccupation mineure
Statut CITES
Le Saïmiri commun ou Singe-écureuil commun (Saimiri sciureus) est une espèce de singe de la famille des Cebidae et fait partie des singes du Nouveau Monde.

## Dénominations
- Singe-écureuil commun[2], Sapajou jaune[2], Saïmiri aurore[2], Saïmiri à dos brûlé[2], Saïmiri sciurin[2], Singe-écureuil guyanais[3]
- Sapajou blanc[réf. nécessaire]saïmiri jaune
- Boca-prêta (« bouche noire ») ou macaco-mão-de-ouro (Brésil).
- Fraile, frailecillo ou frailecito (Pérou).
- Barizo, bariso, nequine (nom huaorani) (Équateur).
- Chichico, díyu (nom indien) (Colombie).
- Mono cavalera (Venezuela).
- Eekhoornaap, monki-monki (Suriname).
- weti mongi, waka winta, kessi kessi (peuple aluku), akalimin (peuple kalin'a), kusilisi (peuple wayampi), kuanan (peuple wayana), en Guyane française.
- Mono titi (Costa Rica)
- Saïmiri à grandes dents (Saimiri sciureus macrodon),
- Saïmiri du Casiquiare (Saimiri sciureus cassiquiarensis).

Au Guyana, son nom créole est sakiwinki et son nom en langue macuxi est karima (les Indiens Xipaia du Rio Xingú dans le Pará au nord du Brésil l’appellent aussi karimã). Les indigènes du Surinam le surnomment « monkey-monkey monkey », le singe-singe des singes, autrement dit l’archétype du singe, bonne intuition si l’on songe que les plus vieux fossiles de singes du Nouveau Monde appartiennent à ce groupe.

## Habitat
Il vit dans tous les types de forêt secondaire sauf la forêt sèche, de l’igapó inondé aux forêts couloirs riches en lianes en passant par la mangrove et les forêts marécageuses et ce jusqu’à 2 000 m d’altitude. Il affectionne les forêts secondaires et semblerait n’exploiter la forêt primaire que temporairement. Il survit même dans les îlots dégradés.il vit en groupe de 300 environ où chacun a son rôle

## Sympatrieet association
Il vit souvent en compagnie du capucin brun (Cebus (S.) apella), du capucin olive (Cebus (C.) olivaceus) et du capucin à front blanc (Cebus (C.) albifrons) avec lesquels il voyage plusieurs heures durant, profitant de l’exceptionnelle vigilance des sapajous et capucins vis-à-vis des prédateurs. Il s’associe aussi à l’ouakari rubicond (Cacajao calvus rubicundus) et à l’ouakari à tête noire (Cacajao melanocephalus). Le groupe suractif est suivi de près par diverses espèces d’oiseaux comme les toucans qui attrapent au vol les créatures dérangées par le passage des singes. À la saison humide, lorsque la forêt est inondée, certains poissons accompagnent les trajets des virevoltants primates pour récupérer les fruits tombés à l’eau.

## Distribution
On le trouve au nord-ouest de l’Amérique du Sud. Sur l’ensemble du bassin de l'Amazone depuis l’est de l’Équateur jusqu’au Rio Parnaíba au nord-est du Brésil. On le rencontre en Amérique centrale jusqu'au sud du Costa Rica.

## Sous-espèces
Quatre sous-espèces sont reconnues :
- Sapajou jaune[1] ou Saïmiri des Guyanes (S. s. sciureus) : Guyanes (Guyana sauf l’extrême nord au nord du Rio Barima, Surinam, Guyane française) et Brésil au nord de l’Amazone, à l’ouest depuis l’est des Rios Negro puis Demene et à l’est jusqu’à l’Atlantique ainsi qu’au sud de l’Amazone dans un petit triangle compris entre le l’île Marajó au nord, le bas Rio Tocantins à l’ouest et le Rio Pindaré-Mirim à l’est, entre 0 et 100 m d’altitude ; ce taxon serait également présent sporadiquement juste au sud de l’Amazone entre Téfé et Santarém avec des zones de sympatrie et d’hybridation avec le Saïmiri à dos doré (S. ustus).
- Saïmiri de Humboldt (S. s. cassiquiarensis) : Sud du Venezuela (zone amazonienne), quelques zones de l’est de la Colombie (sud du Río Meta) et extrême nord-ouest du Brésil à l’ouest des Rios Demene-Negro. Populatiojn isolée dans le PN du Pico da Neblina. Spécimens d’aspect particulier dans la Réserve d’Amanã.
- Saïmiri de Colombie (S. s. albigena) : Est de la Colombie (depuis les pentes de la Cordillère orientale à l’ouest jusqu’à une distance inconnue vers l’est dans les llanos), entre 150 et 1 000 m d’altitude.
- Saïmiri de l’Équateur (S. s. macrodon) : Extrême sud et sud-est de la Colombie (au nord jusqu’au Río Apaporis, au sud jusqu’au Río Putumayo), est de l’Équateur (à l’est de la Cordillère des Andes), centre-nord, nord et nord-est du Pérou (à l’ouest jusqu’au Río Marañon, au nord jusqu’au Río Putumayo, à l’est jusqu’au Rio Javarí, au sud jusqu’à environ 7°S et chevauchant partiellement l’aire du Saïmiri du Pérou entre les Ríos Tapiche et Ucayali) et nord-ouest du Brésil (entre les Rios Japurá au nord, Juruá à l’est et au sud, Javarí à l’ouest).

## Description
Robe courte, épaisse, douce et brillamment colorée. Dessus gris olivacé plus ou moins brillant. Dessous jaune pâle à blanchâtre. Avant-bras, pieds et mains dorés à jaune orangé brillant. Gorge et menton blanchâtres. La queue légèrement touffue est olivacée avec une extrémité noire dessus et plus pâle dessous. Elle n’est préhensile que chez le jeune enfant. Le museau noir presque nu contraste avec la face rose elle-même cerclée de « lunettes » blanches. Couronne agouti, le noir n’y étant jamais prédominant. Grands yeux rapprochés et oreilles « humaines » cachées par des touffes blanches. Les femelles ont souvent une tête et des joues plus sombres que les mâles. Les canines du mâle (3,5 mm) sont plus développées que celles de la femelle (2,7 mm).
Saïmiri des Guyanes (S. s. sciureus) : Corps agouti chamoisé, un peu plus jaune sur le dos au sud de la basse Amazone. Avant-bras, pieds et mains jaunâtres ou orangés. Couronne gris agouti, davantage suffusé de jaune au sud de l’Amazone, bordée ou suffusée de noire chez la femelle. Pas de bande nucale. Saïmiri de l’Équateur (S. s. macrodon) : Phénotype identique au précédent. Saïmiri de Humboldt (S. s. cassiquiarensis) : Corps fauvâtre orangé. Couronne fauvâtre. Collier nucal clair légèrement contrastant. Saïmiri de Colombie (S. s. albigena) : Dos gris agouti avec une teinte orangée. Avant-bras et mains agouti grisâtre. Couronne et nuque grisâtres ou agouti chamoisé.

## Mensurations
Le mâle mesure de 25 à 37 cm sans la queue qui fait de 37 à 46 cm. Il pèse de 0,7 à 1,1 kg.
La femelle mesure de 23 à 30 cm avec une queue de 37 à 44 cm. Son poids va de 0,5 à 0,75 kg.
Le cerveau pèse en moyenne 24,4 g.
Le rapport longueur bras/jambes est de 0,791.
Ils ont 44 chromosomes.

## Domaine
Le domaine mesure de 1 à 5 km2.

## Densité
La densité des animaux varie grandement : 20 à 30 individus/km2 en Colombie, mais beaucoup moins dans certaines localités (11,3 individus/km2 à Ayo, 5,4 à Pintadillo et 3,1 à Caparú, à l’extrême sud de la Colombie).

## Locomotion
Quadrupède. Sauteur. Budget de locomotion (Surinam) : déplacement quadrupède (55 %), saut (45 %) et grimper (3 %). Lorsqu’il s’alimente, ces pourcentages varient sensiblement (87 %, 11 %, 2 %). La queue non préhensile est souvent portée enroulée ou en spirale autour d’un rameau pour donner de l’appui. Lorsqu’il fait la sieste allongé sur une branche, il a la queue pendante et les bras ballants. Dort recroquevillé, tête basse, la queue entre les jambes et enroulée par-dessus une épaule.

## Comportements basiques
C'est un animal arboricole diurne.

## Activités
Le Saïmiri commun évolue dans les arbres avec une grande vitesse en passant de la canopée à la strate basse de la forêt et inversement. Il touche rarement la terre et parcourt chaque jour 1,5 km. Utilise des passages aériens précis entre les branches. Ces chemins, partie intégrante du territoire, sont marqués grâce à des sécrétions glandulaires (surtout celles de la queue). Son temps est organisé de la façon suivante : déplacements (environ 27 % de son temps), alimentation (61 %), repos et interactions sociales (12 %). À la nuit tombée, la troupe s’endort sur les branches terminales de plusieurs arbres voisins, souvent à proximité du groupe de capucins avec laquelle elle s’est associée. Budget d’activités (P. de Gunma, État du Pará, Brésil) : déplacements (27,4 %), recherche alimentaire (42,9 %), alimentation (13,4 %), interactions sociales (9,5 %) et repos (6,8 %).

## Alimentation
Frugivore-insectivore. Grande acuité gustative (perçoit des concentrations de sucre très faibles). Il consomme toutes sortes de végétaux (fruits, baies, noix, fleurs, bourgeons, feuilles, graines, gomme), beaucoup de petits invertébrés (sauterelles, cafards et araignées) - il pourrait survivre rien qu’en mangeant des insectes, parfois des mollusques ainsi que des petits vertébrés comme les grenouilles arboricoles. Les baies sont cueillies à l’extrémité des branches. Au sud de la Colombie : gousses de diverses espèces d’ingá (Inga sp.) surtout au bord des rivières et dans la várzea, fruits du guacure (Poraqueiba sericea), de l’ukúyu (Macoubea witotorum) et de la « liane de l’acouchi », noix d’anacardier (Tapirira guianensis). Quand les fruits se raréfient, il se rabat sur le nectar. Boit dans les trous d’arbre ou dans les flaques. En Floride (semi-liberté), on reporte un cas de prédation sur une espèce de chauve-souris vespérale (Nycticeius sp.). Budget alimentaire (P. de Gunma, État du Pará, Brésil) : fruits et autres végétaux (55,1 %) et proies (44,9 %). Ici, la proportion de proies varie grandement, de 80 % en août à seulement 20,3 % en janvier. Budget alimentaire (PN de Macarena, Colombie, d’après Carreterro) : arthropodes (78 %), fruits (21 %), feuilles (1 %) et nectar (0,23 %).

## Comportements sociaux
Les enfants et jeunes s’adonnent au jeu social. Luttes, empoignades, courses poursuites, esquives favorisent leur développement physique et psychologique. Le jeu solitaire est tout aussi important : explorer un trou d’arbre et y boire, tenter de capturer un insecte au sol, repérer un nid de guêpe. Par le jeu, les jeunes singes-écureuils apprennent les comportements idoines, les postures rituelles, perfectionnent les expressions faciales et intègrent la communication vocale.
La curiosité est un trait marquant du comportement de ce primate. Un oiseau perché suffira à l’intriguer, il voudra s’en approcher, le toucher. Parfois, le volatile entre dans son jeu et fait mine de s’éloigner, pas trop loin, pour être de nouveau rapidement approché. Dans les forêts reculées d’Amazonie, le saïmiri descend de la canopée pour observer les visiteurs au sol. Dans les parcs zoologiques, il grimpe sans retenue sur la tête ou les épaules des visiteurs.

### Taille du groupe
La taille d'un groupe de cette espèce varie entre 40 et 50. De 10 à 21 (PN de Yasuní, d’après Laura Marsh). 18 (Ayo), 10 (Pintadillo) et 18,1 (Caparú), à l’extrême sud de la Colombie. Dans les forêts intactes amazoniennes subsistent des groupes de 120 à 300 individus et plus (jusqu’à 550), mais dans les llanos de Colombie la moyenne tombe entre 10 et 35.

### Structure sociale et système de reproduction
Groupe multimâle-multifemelle. Polygamie. Rarement, la troupe se subdivise en sous-groupes de 5 à 8 individus pendant la recherche de nourriture. En haute Amazonie, Izawa a étudié une troupe de 43 individus occupant un domaine annuel de 3 km2 et se déplaçant d’1 km par jour. Au Surinam (P. de Raleighvallen), les femelles ne semblent pas former d’alliance forte et voyagent séparément des mâles, sauf lors de la période de reproduction où leur défiance vis-à-vis d’eux diminue.

### Hiérarchie
Les interactions sociales du groupe sont centrées autour des femelles dominantes, comme chez les prosimiens. Les mâles se montrent particulièrement querelleurs, pour la raison que dans cette région les fruits sont regroupés par bouquet sur de petits sites alimentaires contrôlables par les plus forts. Les paramètres écologiques prévalant à Raleighvallen pourraient donc expliquer au moins partiellement le comportement d’opportunisme individualiste relevé chez les deux sexes.

### Communication

#### Communication visuelle
Exposition et érection des organes génitaux.

#### Communication olfactive
Dépôt d’urine sur les mains et les pieds.

#### Communication tactile
Grooming.

## Dispersion
Femelle philopatrique. Le mâle émigre.

## Reproduction
La saison des amours marquent de nombreux changements. Le plus spectaculaire est l’impressionnante prise de poids des mâles, entre 85 et 222 g, soit jusqu’à 30 % de surpoids ! Peut-être veulent-ils impressionner et mieux contrôler les femelles. Leur production de testostérone s’accroît fortement. Les mâles de toutes les espèces de saïmiri grossissent avant cette période agitée, en captivité comme dans la nature, avec des variations marquées du surpoids selon les espèces, au sein d’une même espèce et aussi pour un individu d’une année sur l’autre. Une compétition intense s’installe et une hiérarchie s’établit aussi parmi les femelles. Les mâles s’engagent dans des combats fréquents et féroces, exposant leurs organes génitaux pour se défier. Cycle œstral : 6 à 25 jours. Œstrus : réduit entre 12 et 35 heures. Un seul nouveau-né de 100 g environ vient au monde après 160 jours de gestation en moyenne, souvent en mars ou avril.

## Développement
Après la naissance du petit, les femelles rejettent les mâles. La mère élève son jeune sans attention particulière avec le concours d’assistantes (souvent des filles de précédentes portées) qui, entre la deuxième et la huitième semaine, aident à son transport et à sa surveillance pendant qu’elle se ravitaille. Le bébé s’accroche à sa fourrure dès la naissance mais l’agrippement ventral n’est totalement fonctionnel que vers 3 semaines si bien que la mère doit le soutenir lors des déplacements. Il commence ses explorations vers 1 mois. Se juche sur le dos maternel durant plusieurs mois. Indépendance à 1 an. La maturité sexuelle de l'espèce arrive à 3 ans pour les femelles et 5 ans pour les mâles. 

## Longévité
Il vit jusqu'à 20 ans dans la nature, et jusqu’à 30 ans en captivité.

## Prédateurs
Ils ont beaucoup de prédateurs comme les rapaces (aigles), les serpents comme les boas, les petits et grands félins (notamment l'ocelot).
Ce sont donc des primates constamment en état de veille, surveillant leur environnement avec frénésie. En cas d’alerte, les mâles examinent de plus près la situation tandis que les femelles et les jeunes restent immobiles.

## Menaces
Son principal ennemi reste l’homme. Sur les marchés d’Iquitos au Pérou, on vend des colliers enrichis de dents, de griffes voire de crânes de saïmiri. Des millions de saïmiris ont été capturés pour la recherche biomédicale : après le rhésus, c’est le primate le plus utilisé en laboratoire. Pas moins de 170 000 spécimens furent importés aux États-Unis entre 1968 et 1972 pour alimenter les labos, les zoos et les particuliers. Apprécié comme animal de compagnie, le saïmiri commun demeure néanmoins le plus abondant et le moins menacé de tous les primates amazoniens.

## Conservation
PN du Río Abiseo (Pérou). PN de Yasuní (nord-est de l’Équateur). PN de la Macarena, RN de Nukak et RN de Puinawai (Colombie). PN de la Serranía de la Neblina et PN de Parima-Tapirapecó (frontière Venezuela-Brésil). RN du Surinam central (Surinam). RN des Nouragues (Guyane française). PN de la Serra do Divisor, SE de Maracá, PN du Pico da Neblina, R. d’Amanã, PN de Jaú, PE de Cuieiras, PE de Gunma, PN de Tumucumaque, PN de Cabo Orange et Fazenda Arataú (Brésil). Sur l’Îlet-la-Mère, au large de Cayenne (Guyane française), un îlot de 56 ha naguère habité par les jésuites puis les bagnards, l’institut Pasteur élève des singes-écureuils mais certains spécimens y évoluent en liberté, se gavant des fruits des arbres plantés par les hommes (mombins, goyaviers, manguiers) et n’ayant à craindre aucun félin. En Floride, une population introduite vit en semi-liberté dans la résidence de Monkey Jungle (6 ha).